# 少年魔法士
『少年魔法士』（しょうねんまほうし）は、なるしまゆりによる日本の漫画作品、およびそれを原作としたドラマCD。『ウイングス』（新書館）において、1995年11月号から2016年10月号まで連載。2008年4月号から2010年11月号にかけて休載された。天使や悪魔などの心霊生物や魔法が実在する世界で、異能をもって生まれた二人の少年が苦闘するダークファンタジーである。
2000年12月号から2001年2月号にかけて連載された「少年魔法士外伝・制服のデリラ」は単行本に収録されていない。本作から「つながる物語」として『少年魔法士フレアスタックス』が同誌2024年12月号から連載されている。

## あらすじ

### 第一部 香港ジャック・ザ・リッパー
［1巻 - 2巻］夏。香港では、1888年にイギリスで起きた事件「切り裂きジャック」と酷似した犯罪が続いていた。若い女性ばかり無惨な死体となる殺され方をされていたのだ。その凶行を行っていたのはアーネスト・藍・グィノー。魔法使い集団「グィノー家」にかつて所属していた魔法使いである。持って生まれた魔力を世情に反映させようと、グィノー家の秘術で香港の将来を占っていたのだった。
6人目の犠牲者が出た直後、香港にいた魔法使いローゼリット・グィノーは、弟子のカルノ・グィノーを呼び出す。藍の行いによるグィノー家への恥辱をすすぐため、2人で藍を倒そうというのだ。しかしカルノは12年かけて魔法の修行をしているが、魔法を感知することも低級呪文を成功させることも出来ていない、未熟な魔法使いだった。そしてローゼリットは、カルノに人殺しをさせるために呼んだのでは無いと言う。ローゼリットは最後に藍に会った時に腹を裂かれ、今は魔法により内臓を補っており、もう命はほとんど残されていなかった。次の藍の被害者にされそうになっていたモニカという女性を、カルノとローゼリットは保護する。
香港に台風が近づいた嵐の夜、風使いのローゼリットは風の魔法の竜で藍の居場所を見つけ出し、藍は水の魔法の竜で応戦、ローゼリットは敗れる。藍の居場所へたどり着いたカルノは念動力で藍と戦っている最中、昔家族を殺され、悪魔と融合したことを思い出し、融合した悪魔の力を暴走させてしまう。自分が「何」なのか混乱し、自己を保てなくなるが、ローゼリットの最後の想いにより暴走は収まる。
カルノの力で大きな被害が出たため、制御不能の「魔物」と判定されたカルノは、グィノー家を追放され神聖騎士団に連行された。

### 第二部 破幻の眼
［2巻 - 5巻］秋から冬。東京都在住の敷島勇吹は、北山にある祖父の神社で掃除をしていた。その途中、お神酒を持ち逃げし飲んでいたところ、外人の人間に見えるナギに声をかけられ、一緒に酒を飲む成り行きとなった。それからは、頻繁に北山で晩酌を交わす仲となる。冬休み頃から勇吹の弟・勇歌は、悪魔・サムソンが神霊眼を持つ勇吹を手に入れようと、罠を張り監視し始めた気配に気付く。
その頃、神聖騎士団は、悪魔達の動向から日本に神霊眼を持つ能力者が居ると知り、ハイマンを筆頭に神霊眼の能力者を捕獲するため、徒党を組んで東京へ向かった。カルノは神聖騎士団で、騎士のリチャード・ハイマンの管理下に置かれ、囚人同様の扱いを受け、訓練を受けさせられていた。勇吹を追うハイマン達と共に日本へ連れて行かれ、そこで自分が神聖騎士団にとって役に立つ存在だとアピールし生き残る最後のチャンスを与えられる。しかしカルノは、ローゼリットの死による喪失感から、自分の人生に価値を見出せないでいた。
念写の能力を持つヒューバートは、記録係として騎士団に同行し、勇吹がトカゲ風の悪魔を撃退し、神霊眼で二つの生物に造り変えるところを目撃し、神聖騎士団上層部に報告した。上層部はその強力すぎる力を恐れ、カルノに殺させろと命令。ヒューバートはハイマンに隠れてカルノに拳銃を渡し、「勇吹を殺さなければ、君は直ぐさま殺される」と持ちかけ、勇吹を殺しに向かわせる。
勇吹はカルノと戦い、成り行きで共に悪魔サムソンと戦い撃破。カルノは結局勇吹を殺さなかった。戦闘の後家に帰り着くと、家は破壊され、巨大な手でえぐり取られたようになくなっていた。父・義母・弟は行方不明となり、勇吹は家族と平穏な日常を失い、残された家族の安全のため、カルノと家を去った。

### 第三部 パッションフラワーズ・ブルー
［6巻 - 7巻］冬。レヴィは11年ぶりに神聖騎士団の大祭の祭司を務めることにし、その場で人を不死にする“奇跡”を起こすと公言する。レヴィの奇跡の力は幼少時に一番強く、成長とともに弱まり成功しなくなっていたため、母のアンヌら騎士団の幹部は困惑する。
回想の形でレヴィの過去が語られる。生まれつき人間を不死の肉体にする“奇跡”の力を持っており、“奇跡”を受けた人間は、どんな怪我や病をしてもたちどころに治癒する。赤ん坊の頃、母・アンヌに“奇跡”を起こし不死にしたことで、神聖騎士団にアンヌと共に招かれ、神聖騎士団の象徴・最高祭司として崇められることとなる。15歳までは、神聖騎士団の大祭において、神聖騎士団一の勇者に“奇跡”を受けさせる行事が通例になっていた。しかしレヴィの“奇跡”を起こす能力は加齢と共に成功率が低くなってゆき、失敗すると人間の形を止めない不死の醜い肉塊に変えてしまっていた。その事実を知ったレヴィは追い詰められ、母に詰め寄るが、母にレイプされる。自分の精子を使った受精卵を作られ、母がいくらでも身代わりがいると語るのを見てしまう。15歳の時、神聖騎士団の上層部が“奇跡”の失敗を隠蔽するために、不死の肉塊を悪魔の巣穴に捨てようとしていたところを目撃したレヴィは、自暴自棄になって肉塊と一緒に悪魔の巣穴に飛び込んだ。神聖騎士団が「悪魔の巣穴」だと推定した次元の穴は、天使でも悪魔でもない高次の心霊生物ナギの気に入りの場所だった。レヴィはナギと出会い、さらに炎のような少年魔法使いのナギへのメッセージを見る。ナギとの対話から自分の望みが母を断罪することだと悟り、ナギと契約し、彼女に決して自分の行いが正しいか否か教えないでくれと頼む。それから11年、レヴィは隠れてナギに魔法の指導を受け、命と力をギリギリまで削り、魔法を身の内にため込んでいった。
大祭の日、レヴィは母に別れを告げ、貴方の真意は何一つ見えない、それは貴方にとって何もかもどうでもいい、虚無だからだと語る。レヴィはナギの封印を解除し、結界を作り騎士団の結界にぶつけて破壊。お飾りだったレヴィの高度な魔法に幹部たちは驚き、取り押さえようとするが、レヴィは現れたナギと共に騎士団を去り、レヴィの脱退は大スキャンダルになる。レヴィは母を断罪せず、それを悔いるが、ナギはそんなレヴィの心が好きだと告げる。
騎士団を去ったレヴィは新しい魔法組織を作り、家族を殺された勇吹と、神聖騎士団を去ったカルノを勧誘する。レヴィはナギに同じ異能を持つカルノと勇吹の存在を教えられ、騎士団を出たら彼らを愛し守ろうと決めていたのだ。

### 第四部 春の蝸牛
［8巻］春。ロバート・ブラウニングの詩「春の朝」をモチーフとした章。神聖騎士団から抜け出てきたレヴィは「新しい魔法組織」を作るとし、それに勇吹とカルノをスカウトする。日本のマンションで勇吹、カルノ、レヴィ、ナギの4人での同居生活が始まる。レヴィは誰も気がついていなかったカルノの魔法の才能を見抜いて鍛え、魔法関係の仕事をこなしていった。

### 第五部 アエトニキ事変
［9巻 - 15巻］幾人もの世界有数の占者が「人王が死ぬ」と予言し、予言した占者たちは能力を失う。予言を受けてエディンバラに主だった魔法使いが集まった。しかしレヴィやラフィトゥは、その予言に不信を抱き、ナギは人王アークの策略だと考える。エディンバラ城を観光していた勇吹とカルノは、大人の姿の人王アークの幻影に、指輪を探してほしいと依頼される。
会議が始まるが、退屈したカルノは抜け出し、ナギに会う。ナギは自分の一部とアークの指輪をカルノに無理やり喰わせ、カルノはナギの誕生とアークと過ごした日々のヴィジョンを見る。心霊生物であるナギは、人の心を写す鏡やオウムのような存在だった。アークはナギを愛し、永遠に生きるなら永遠に持ち続ける価値があるものだけを覚え、いつかそれを教えてくれと頼む。すぐれた魔法使いだったアークは、その時代の唯一の人王の継承者で、世界を守るためナギと別れ、世界に災いをもたらす72の英霊の封印を引き継いだ。魔法使いの頂点である人王は、世界のための人柱だったのだ。
会議中、突然少年の幻影が姿を現し、勇吹を聴衆の面前に引っ張り出した。彼は人王であり、勇吹を次の人王に指名する、勇吹が引き継がなければ誰も生き残れないと伝える。そして実家もろとも勇吹の父と義母をヒマラヤ山脈に移動させ殺した、勇吹のやる気を出させるためだと告げ、契約の残っていたナギを連れて去った。調査の結果、勇吹の両親はヒマラヤで死亡しており、弟の勇太は騎士団のヒューバートだったことがわかった。勇太は過去に飛ばされて記憶を失い、アメリカで生きてきたのだ。
ラフィトゥの指導を受けた勇吹は、すべての生き物がエーテルで構成されていること、自分は全てを作り替え、人間すら再生できることに気がつき、失った家族を生き返らせることができる事実に打ちのめされる。ヒューバートは保身のために、表向き騎士団を追放され、勇吹達のもとに身を寄せた。
世界中の魔法使いたちのもとに、アークから羽の形でメッセージが送られる。アークはカルノと勇吹を利用して、この世のすべてを再構成して神を作る、選ばれた魔法使いを神の頭にすると告げた。レヴィの母アンヌやヒューバートは人王の提案を拒否したが、多くの魔法使いたちがそれに追従した。魔法使いたちは封印された人王の結界を破ろうとし、勇吹たちを襲うようになる。ラフィトゥの組織三山の連中に襲われた勇吹たちは、シェーラの退魔組織キタブ・エル・ヒクメトの拠点に移動。カルノはシェーラの父が作った死者たちからなる「骸骨寺」を喰い、死んだ魔法使いたちの大量の情報を取り込み、急速に魔法使いとしてのレベルが上がるが、同時に人間としての身体機能を失っていった。アークにダンジョンタイプの結界に閉じ込められ、カルノはキタブ・エル・ヒクメトを脱走したユーハと戦い撃破。カルノは知らぬ間にユーハの魂を喰い、自失したカルノをレヴィが導きアークのもとに向かう。アークはレヴィを殺害して魂をカルノに喰わせ、首をナギに贈った。
勇吹とカルノは以前遊びに来たネス湖を訪れ、その頃があまりに遠いことに愕然とする。二人はナギを取り戻し、人王を倒し、二人で生き延びることを誓う。

### インターバル 魂の腫瘍
［15巻］
カルノはレヴィとナギとの契約を用いてナギを呼び出す。その時、レヴィが戦い続けるカルノの心を、自分の魂をもって内側から守るために死んだことを知る。カルノはアークから勇吹を守るため、ナギの戦う力を欲し、ナギと契約する。

### 最終章 THE NEOPLASM（ネオプラズム）
［15巻 - ］勇吹とカルノ、カルノと契約したナギ、彼らを監視する勇歌（ヒューバート）は、誰もいない荒野で暮らしながら、アークとの戦いに勝つため、ソロモンの72の英霊にも砕かれないような凝固なエーテルの砦を造り出す訓練をしていた。カルノはナギを囮にし悪魔の群れを呼び寄せ、集まってきた悪魔達を喰い、自らの力を増幅させ続けていた。勇吹はエーテルを分解し、意図する物に再構成させる方法を身につけ、空中から何でも造り出せるようになっていた。しかし、アークに実家を破壊され家族を失ったトラウマから、完全な砦を実現できない袋小路に陥っていた。
魔法使いたちはアークの影響で意思を失っていき、組織は崩壊していった。そんな中意思を保つアンヌは、騎士団を掌握し騎士団長を殺害、鉄の処女で人を殺してエーテルを集め、レヴィの再生をもくろみクローンを育てていた。
勇吹は昔に戻りたいと願う自分の弱さに自己嫌悪に陥るが、カルノは別に悪くない、嫌いじゃないと告げる。その言葉に勇吹は気持ちの踏ん切りをつけ、ナギの翼のエーテルで高密度のエーテルの指輪を鍛え上げる。それは人王の10個の指輪と同じもので、人王の継承が可能であると証明するものだった。同じころアンヌが作った偽物のレヴィは、本物のレヴィの契約を利用してナギの片翼から指輪を作ろうとする。アンヌの神霊眼の力は弱く、自らの体にエーテルを取り込んで、血を吐き骨を砕きながら指輪の錬成を試みた。そのおぞましい情景を見たハイマンは、絶望を覚えながらも、今度こそ逃げずにレヴィに最後まで仕えなければと思う。
勇吹とカルノは英霊の継承のため、英霊がいるという山のふもとでラフィトゥたちと待ち合わせる。しかし、いくら時間がたっても誰も来ない。閉じ込められたことに気がついた勇吹たちは、待つのをやめて山に向かう。ラフィトゥとヒューバートはアークに殺害されていた。これを皮切りに世界中の魔法使いの殺戮が始まった。ナギは、人王はいつでも好きな時に好きな者を作れるので、なにも維持する必要はない、これは黙示録という名の整理整頓だと語り、シェーラもハイマンも殺される。勇吹とカルノは英霊のもとにたどり着き、勇吹だけでなくカルノも人王候補であり、継承者が一人になるまで戦えと告げられる。アークはカルノに家族を殺し悪魔を喰わせたのは自分で、すべては自分自身を超えるためであり、それが人の生きる目的だからと告げ、謝罪する。カルノは、勇吹は人王には向いておらず、普通の世界で生きるのがいい人間だと言い、アークの分身を喰って神霊眼の力を継承して去った。一人残された勇吹は、周囲の人が全て消え、自分を導く人もいさめる人もいなくなったことに呆然とし、ナギという永遠に生きる最愛の存在を持つアークに憎しみを感じる。そして、久しぶりに祖父の元に戻り、カルノのことを話した。
カルノは作られた偽のレヴィの前に現れ、神霊眼の練習台として、レヴィを生き返らせる材料として利用しようとする。人の姿を失い、髪の毛の輪のようなものになっていたアンヌは、そんなカルノに進んで喰われ、偽レヴィは母の愛が本物のレヴィに向いており、彼のために自分をためらいなく殺そうとしていることに気がつき絶望の中で死んだ。レヴィを再生したカルノは、続いて自分が取り込んでいたユーハの魂を彼女の体に戻す。生き返ったユーハは、自分はもう自分ではないと言い、魔法の世界から手を引いた。復活した少年の体のレヴィは勇吹の家を訪れ、カルノが君の役目を肩代わりしようとしているのは、自分たちのように人を殺してほしくないからだと語る。

## 登場人物
声はドラマCDのキャスト。朗読劇は#朗読劇の節を参照。

### 主要登場人物
敷島 勇吹（しきしま いぶき）
声：金丸淳一
- 異能力 - 神霊眼（エーテリックアイ / エーテルのめ / しんれいがん）。エーテルを自在に操る。あらゆるものを作り替え、死者の再生も可能とされる。
- 能力 - 生来完全な呼吸法を体得しており、神道系の術をマニュアルを読むだけで実行できる。

本作の主人公で日本の高校生。16歳。酒好き。大らかで明るく、掴みどころの無い少年。千年に一度出現するかどうかの強力な神霊眼を持って生まれた。魔法使いとしての勉強や修行は全くしておらず、亡き母親・笹雪の書き残した術をそのまま実行し、出来てしまっているだけである。魔法使い達が理想とする完全な呼吸を生まれつき会得しており、カルノは勇吹のオーラの形を完全な円であると述べている。反面霊的な感覚は非常に鈍く、英霊のアミィは完全に遮蔽していると評している。そのため霊的な影響を受けにくい。現代の唯一の人王候補であり、英霊の継承を行える唯一人の人間。魔法の世界に関わるようになってからも超常的なものへの憧れがなく、カルノ同様全く魔法使いらしくない性格。
カルノ・グィノー
声：石田彰
- 異能力 - 悪魔喰い（デモンイーター）。霊的な免疫機能が壊れているため、心霊生物を取り込むことができる。
- 能力 - 念動力、取り込んだ悪魔の力、非常に優れた魔法使いの素質

赤毛、紫の瞳の美少年。17歳くらい。肉好き。好戦的で粗暴で意地っ張りな性格。本名はリージェスだが、5歳以前の記憶は無い。5歳の時、家族と居たところを悪魔に襲われ、家族を殺害されている。家族達を殺した悪魔がカルノの魂と融合し、魂のキメラとなった。自分の魂に悪魔が混り、正常な人間で無いことは知らされているが「自分は自分だ」と言い切る強固な意志を持ち続ける。粗野だが根はやさしい。魔法の力や真理のために人生や命を懸ける魔法使いたちを嫌っており、強制的な支配の力である魔法も嫌い。実は優れた魔法の才能を持つが、支配することを嫌うため、性格的には魔法に向いていない。最初は魔法がうまく使えず、生まれつきの念動力と悪魔の能力で戦っていた。
家族を殺された後、悪魔喰いの能力の珍しさゆえに、なかば研究材料としてグィノー家に引き取られて育つ。グィノー家の大魔女・ローゼリットの形式上の弟であり弟子となり、12年間、風使い（アエロマンサー）候補として修行を積む。一緒にいる内にローゼリットを「永遠の女」と愛するようになった。ローゼリットに「カッコイイ」と言われるような男になろうとし続けていた。
高次生物からは「悪魔」と認識される。魔法使いにも気配だけでは人間か悪魔かの判断がつかない。他にも、縛魔の魔法が効いたり、悪魔の結界内においてカルノの言葉が「悪魔の話す言語」として誰にでも通じるなど、魂に悪魔が融合していることによる影響がある。魂を喰うごとに人間としての身体機能を失っており、物語後半は自身の体を念動力で動かしている。
レヴィ・ディブラン
声：林延年
- 異名“奇跡のレヴィ”
- 異能力 - 人間を不死の肉体に出来る
- 能力 - 現役の魔法使いの中で屈指の結界の使い手

26歳。元・神聖騎士団の最高祭司。異能ゆえに騎士団の象徴として崇拝されて育ち、完全な箱入りで、蛇口をひねったこともなかった。表面的には気さくで爽やかだが、内面には強靭な意思と老獪さを持っている。金髪、碧眼。母を断罪し、神聖騎士団から抜け出す力を得るために、ナギと契約した。ナギに名前は付けず「姫」と呼び、ナギとの情愛を信じない自分は自分では無いというほど盲目的に愛している。同じく異能を持つ勇吹とカルノに、普通の人生を送り幸せになって欲しいと思っている。
ハイマンに対して友情じみた思い入れがあり、昔からたびたび殴ったり罵詈雑言で罵ったりしている。
敷島 勇歌（しきしま ゆうた）
声：南央美
勇吹の弟。13歳。かなり感度の高い霊能者で様々なものが見えてしまう。実家の周りに霊が出ると感応し、熱が出て寝込むことが度々ある。霊感のせいもあり神経質で、引きこもり気味だった。悪魔・サムソンが勇吹の身辺を見張っている気配に気付いていた。北山で、勇吹がカルノに殺されそうになっていたところを目撃してからナギが北山に結界を張るまでの間に神隠しに会う。
ヒューバート・ハーシー
声：上田祐司
- 異名“記録屋（リコーダー）ヒュー”／“のぞき屋ヒュー”
- 異能力 - 念写

推定20歳。13歳の時、神隠しに合った敷島勇歌が時空のひずみにはまり、7年前のアメリカに出現し成長した人物。アメリカの大学生。普段は一般人の生活を送っているが、霊能力で知覚した事象をそのまま動画として機材に写し込む珍しい能力を持っており、それを見込まれ神聖騎士団でバイトをしているが、人種や能力の性質からさげすみを受けている。神隠しに合う以前のことは覚えていなかった。アメリカで善意の夫婦の養子になり、自力で大学に行っている。孤児として苦労したため、シビアでこずるい性格だが、人王の神になる戦いを拒否するプライドの高さもある。スタイルのいい美女ラフィトウに惚れている。
ナギ
声：久川綾
- 能力 - 全能に近い強力な力を持つ

天使でも悪魔でもない強力な高次生物。三対の巨大な翼を持つ。700歳くらいで、心霊生物としては非常に若い。アークと同年代である。その翼と気配の印象から “鳥”と形容される。金髪、碧眼。現代では長髪の髪をポニーテールにしていることが多い。人間でナギと対等に戦えるかもしれない相手は人王のみ。誕生してから認識した全ての事象と感情を、細部に至るまで記憶している。“人間と契約（約束）し、それを永遠に記憶し誠実に守ること”を自分のルールとしている。
人知の及ばぬ存在だが、人を好み、人間の真似事をして楽しむ。普段は若い女性の姿でいるが、契約した者の性格を鏡のように反映し、姿や言動を変化させる。人の心はないが、踊りと歌がすばらしい。自分の一部を分裂することができる。
最初の契約者・アークと共にあった時に彼が言った「永遠に持ち続けるだけの価値があるもの」のみを覚え、いつかそれを教えてくれという問いの答えを、ずっと考え続けている。物語後半ではアーク、レヴィ、カルノと契約している。アークの本当の目的を知っているようである。
アーク
- 異能力 - 神霊眼
- 能力 - ソロモンの72の英霊を使役し万能

当代の人王。700歳くらい。ナギより半年ほど年上。炎を好む。黒髪、黒い瞳。誇り高く向上心に溢れた性格で、容赦なく。嫉妬深くもある。「生まれながらの魔法使い」という稀有な存在。生まれは不明だが、高貴な身分らしい。先達に教わることなく、幼少の頃から魔法を理解していた。高名な魔法使いを訪ねる旅をし、この世の理を理解しようとしていた。疫病の流行る治安の悪い時代で、死者をよみがえらせたことがあり、命について不可解な思いを抱いていた。旅の途中、15歳の頃、偶然出会ったナギを使い魔とし、一年間ほど行動を共にした。ナギの最初の契約者であり、“アイディーリア”と名付けた。その途中「永遠に持ち続けるだけの価値があるものだけ覚えていけ。それはお前が考えろ。…そうしていつか、それを私に教えてくれ」と約束させた。その頃、先代の人王が狂い始めていた。ナギはアークに英霊のことは忘れろと願ったが、その時代、アークしか次の人王となる資格を持つ者はいなかった。
ナギと共に旅することを止め、先代の人王の所へ向かい、100年ほど戦い続けて先代の人王に勝ち、英霊を継承した。アークは髪こそ長く伸びていたが姿はナギと別れた時と同じ15歳くらいのままだった。人王になったのち、ナギの元にソロモンの指輪の一つ、左手の親指の“G”の指輪を誓いの証としてメッセージと共に送った。「真実は今ここにある。愛している。おまえにだけ私は裁かれよう。いつかもう一度会う日、再びおまえの愛を得る事が出来るか否か。判決の日を待っている」と。自らが長い年月の間に狂い出すことは分かっており、ナギに“G”の指輪を送ったのは、ソロモンの指輪は10個で完成するものであり、一つをわざと欠けさせて絶対の力を完成を防ぐためであった。狂い出したアークの弱みとなる。
自ら入るスペインの“イスパニアの橋”の牢獄に結界をかけ、自分だけでは壊せないよう封印した。
人王となってから約600年後、稀代の悪魔喰い・カルノと、強力な神霊眼を持つ勇吹がこの世に揃ったことで行動を開始する。少年の姿や大人の姿で現れ、それぞれが意図的に分けられた異なるアークである。

### 神聖騎士団（ホーリーナイツ）
12世紀頃に成立した魔法戦士の集団。悪魔と戦っていた人間達が集団化してゆき、悪魔討伐の組織を作った。テンプル騎士団や、聖ベルナールの説教を参考にして組織が整えられた。ゆえに中世キリスト教的雰囲気が残されている。現在でも団内における男女交際は厳禁である。
アンヌ・ディブラン
声：島本須美
- 異能力 - 弱い神霊眼

レヴィの母親。通称レディ・アンヌ。神聖騎士団のカリスマとして崇拝され、公式の場では聖女の如く振る舞っている。弱いとはいえ貴重な神霊眼を持つ。金髪、碧眼。赤ん坊だった頃のレヴィの力で不死の体となる“奇跡”を受けた。レヴィを産んだことで神聖騎士団へ迎えられる以前は、代々霊力を持つ者を生む家系と気味悪がられ、父親や村人から魔女扱いされ何度も輪姦され、妹は幼いころ目の前で殺害されている。レヴィは村人との間に出来た息子であるが、父親の子であるという時もある。享楽的で権力欲が強く、狂人のように見えるが、レヴィ曰く正気で、本質は虚無でなにもかもどうでもいい。一方他者の干渉を嫌い、人王の神創造の戦いへの参加を拒否している。不死の体を利用し、激しいSMを好む。また他者の聖痕をはがして奪い、自身の体に多くの聖痕を持つ。幼いレヴィを精神的に支配し、追い詰めながら強い執着を見せており、自分の一部として愛している。カルノはアンヌを自身と息子の区別がついていないと評している。
勇吹の神霊眼の力の前では、自分の神霊眼が見劣りし求心力が落ちると考え、勇吹を異能力者として一刻も早く殺すよう内密に命じた。レヴィの死後、クローンを材料にし、神霊眼の力で心霊遺伝子もレヴィと同じにした子供を造る。騎士団総長の死後、実質的に神聖騎士団の全てを掌握した。ナギの片翼のエーテルを使って偽物のレヴィのために人王の指輪を作ろうとし、その負荷で人の姿を失うが、本物のレヴィを喰ったカルノに惹きつけられ、偽物のレヴィを見捨てて喰われた。
リチャード・ハイマン
声：森川智之
31歳。レヴィの幼なじみ（学友頭）。悪魔討伐の能力に抜きん出た神聖騎士。雷の魔法攻撃を得意とする。金髪、碧眼。過去、悪魔と融合し凶暴化していた5歳のカルノを偶然見つけ、神聖騎士団に連れ帰った後、グィノー家に引き渡した。東京近辺で悪魔が神霊眼を持つ人間を見つけたとの情報を得て、カルノも連れて神霊眼を持つ人間を探し捕獲するために日本へ行く。自覚はないが、主として仕えたレヴィに思い入れがあり、カルノに父親のような気持ちを抱いている。感情表現が不得手で、勇吹に馬鹿と評された。
アンヌの造ったレヴィ
本物のレヴィの死後、アンヌがレヴィのクローンを材料にし、神霊眼の力で心霊遺伝子もレヴィと同じに造った子供。金髪、碧眼。5歳くらいの肉体に育っている。騎士団総長の座を引き継ぐ。母アンヌの愛を信じていたが、アンヌは彼より本物のレヴィを喰ったカルノを選んで死んだ。
シモン・ド・ランデール
マレシャル（軍務長官）。レヴィの“奇跡”によって不死の体となっている。アンヌと関係があり、カルノを虐待したこともある。アンヌを崇めつつ恐れてもいる。

### グィノー家
血縁ではなく、魂の誓いで結ばれ、形式上の兄弟となる魔法探求の一家。カルノは十数年ぶりに迎えられた一番新しい弟。
ローゼリット・グィノー
声：樋口雅子
風使い（アエロマンサー）。グィノー家きっての魔法使い。カルノの形式上の姉。高齢だが、10歳くらいで体の成長が止まっている。金髪の巻き毛、碧眼。グィノー家にスカウトされ、身内も友人も捨てて魔法使いとなった。勝ち気で前向きな性格の反面、成長しない体の終わりを望むほど疲れている。藍に致命傷を負わされても、生への執着を持つことは無かった。カルノとの関係性の中に、生きる誇りを見い出し、彼を「至上の男」と想い愛するようになっていた。
藍と和解しようと香港へ会いに行ったが、藍に「内蔵占い」の6人目の占具にされ致命傷を負わされてしまう。臓腑を灰で作った魔法の模造品で補い、数日間の余命を得る。その数日間をカルノへの最後の修行にあて、藍と対決させた。死の前の夜、カルノに「友達探しなさいね」と言い、それがカルノを強く成長させてゆく。
アーネスト・藍（ラム）・グィノー
声：古澤徹
10年以上前にグィノー家を見限り、グィノー家の秘占の多くを世俗に漏らした。グィノー家からは裏切り者扱いされている。盲目だが霊気で視覚することが出来る。香港で女性をグロテスクな死体にしていたため「香港ジャック・ザ・リッパー」と呼ばれる。古代エトルリアの占術を蘇らせた「内蔵占い（スプランクノマンシー）」を使い、占具にした女性の肉体で香港の未来を占っていた。水の魔法を使う。ローゼリットとは古くからの友人であったが、再会した彼女を「内蔵占い」の占具にし、致命傷を負わせた。最愛の友であるローゼリットが、長い年月、宿命を受け入れつつも気丈に自分らしく生きようとする様を哀れに思い、永遠に幼女のまま成長しない体から解放させようとした。
シャーロック
声：佐々木望
藍の従者。精霊ドリュアドと契約している。ドリュアドの力を借り、眠らせた人間を操ったり、心に隠された弱みを暴き、幻を見せたり出来る。
大兄
グィノー家のリーダー。「人王が近々死ぬ」という予言を出した後、ほとんどの魔法能力を失い自殺した。肉体を捨て、グィノー家の兄弟達の助けをする目的で霊となった。

### 東海三山
世界の調和を目標とする修行者たちのネットワーク
セシル・ラフィトウ
- 異名 “紅雲麟（ホアンユンリン）”／“ルージュのラフィトウ”／“南アジアの秘花”
- 異能力 - 植物を意のままに操れる

22歳くらい。東海三山蓬莱の女仙。黒髪、黒い瞳。巨乳の美女で、礼儀正しく、しとやかな女性。次代の人王の最有力候補と噂されるほどの実力がある。どの様な条件下でも五行思想の「木」の気が味方をする異能を持つ。しかし五行思想の「木」に対応する色は「青」だが、なぜラフィトウの二つ名が「紅（ルージュ）」なのかは不明である。
同じく異能を持つキタブ・エル・ヒクメトのシェーラとは親しい友人。周囲に対等な存在が少なく、神聖騎士団を抜けたレヴィと接するうちに、次第に彼に惹かれてゆく。

### キタブ・エル・ヒクメト
神聖騎士団と拮抗する退魔能力者ギルドで、騎士団よりビジネス色が強い。
シェーラザート・ユタン
- 異名 “ペルシャの剣（シミター）”

キタブ・エル・ヒクメトの代表。レヴィと同年代の女性で、騎士団を出たレヴィを気に入りサポートしていた。威勢がよくサバサバした性格の、姉貴肌の実利主義者。異能があるらしいが、作品内では出なかった。

シェーラの父
ネクロマンサー（死人使い / 死霊魔術師）。故人。「骸骨寺」の番人。
ユーハ・ノーキー（優羽）
キタブ・エル・ヒクメトの新入り。日本人。先祖に下級の心霊生物がいる霊能少女で、そのことにコンプレックスがある。異能者を嫌い、特にカルノを特別嫌っている。特別な存在になりたいと願い、人王の神になるため目の戦いに参加、カルノに敗れ魂を喰われる。アークから神霊眼の力を与えられたカルノが魂をユーハの体に戻す。ユーハは生き返った自分は以前と別人だと感じ、魔法の世界から手をひいて普通に暮らすようになる。

### 勇吹の家族
ごく普通の一家で、神職の家系。宮司の祖父、歯医者の父、高い霊力のあった母（故人）、息子3人（勇吹は次男）、後妻で血のつながりのない義母がいた。「北山の周りで、俯いて歩いている人を見かけたら、決して声をかけてはいけない」との家訓がある。あの世に渡ろうとしている霊や、迷っている霊が北山に来るからである。
敷島 笹雪（しきしま ささゆき）
勇吹の母。勇吹が物心付く前に亡くなっている。高い霊能力の持ち主だった。勇吹の天与の才能を見抜き“イブキ”と名付け、術を書いた秘密ノートを残した。旧姓・十束。敷島勇の従妹。
敷島 建明（しきしま たてるあき）
声：藤本譲。
勇吹の祖父。勇吹の家の裏手の小山・北山にある北守神社の宮司。
敷島 勇（しきしま いさむ）
声：島香裕
勇吹の父。歯科医で自宅の隣に「敷島歯科」を開業していた。アークによって家ごとヒマラヤ山脈に移され死亡した。
敷島 真理子（しきしま まりこ）
声：山本百合子
勇の後妻で、勇吹たちの義理の母。33歳。勇吹が小学生だったころ、敷島勇と結婚した。いきなり三人の息子の母親になってしまうことに多大な不安を持ったが、勇吹に会ったとたん、全ての不安を消し去る安心感を得た。職業「敷島歯科」の受付。敷島勇と共にアークによってヒマラヤ山脈に移され死亡した。
敷島 功勇（しきしま いさお）
勇吹の兄。北海道の大学へ進学し実家にはいない。父親によく似た男気のある性格で、若干乱暴者。そのため繊細な勇太には敬遠されていた。物語最後では結婚する予定だった。

### 悪魔（デヴィル）
サムソン
髪の毛の形をした強力な悪魔。神霊眼を持つ勇吹を見つけ、病院に入院中の老婆を利用し、自らの結界内と化させた病院に勇吹を運び入れた。勇吹とカルノに撃退された。
トカゲ風の悪魔
北山のゆらぎに呼び寄せられ、敷島家を襲った悪魔。勇吹の家族の魂を奪い、勇吹の退魔呪文で逃げ隠れる。すぐさま勇吹に見つけ出され、縛魔の呪文で捕縛され、神霊眼でエーテルを分離され、新しく二体の悪魔に構成し直された。勇吹の家族の魂は元に戻った。
アミィ
人王に仕える58番目の精霊。10個のソロモンの指輪のうち、カルノに渡った“G”の指輪に所属するため、アークではなく、勇吹を主と判断し仕えることにした。
ソロモンの72の英霊
人王が封印しなければ世界に災いをもたらす絶大な心霊生物たち。

## 用語
魔法
通常の魔法は四大要素とエーテルの組み替えで行われる。
魔法使い／魔法士／魔術師
先人達が高次生物と交信するなどして、世界の秘密を解明した魔法を受け継いだ者。尋常ではない心霊遺伝子を持って生まれ、魔法使いとしての才能を持つ人間を、魔法使い団体が団体内に迎え、魔法使いとして育てる場合もある。
エーテル／アイテール
地、風、火、水の四大要素と結びつき、物質世界の自然物と自然現象を作る第五要素。
高次生物
四大要素（地、風、火、水）ではない人間の知覚範囲を超えた第六要素以上の高次要素に、第五要素エーテルが加わって出来る生物。天使、悪魔、精霊など。
心霊遺伝子
古くから魔法使いの間で、体の遺伝子に似たものが魂に存在するとされてきた。体のものより複雑で数多い組み合わせを持つ、魂の設計図である。これにより特異な能力を持つ人間が現れることがある。
悪魔喰い／デモンイーター
魂がヌードマウス的状態でいる稀少な人間。普通の人間なら、魂にも肉体と同じく免疫のようなものがあり、「他人の霊に乗り移られた人間」や「悪魔に取り憑かれた人間」に対して除霊や退魔が行える。普通の人間は魂の状態でも、自己は他者を拒絶し混じることは無い。しかし「悪魔喰い」は、魂の免疫機能のようなものが無く、自己と異質物との区別がつかないまま、無条件で何とでも融合する。
人間を喰った場合は魂のフォーマットが同じなので、喰った人間の能力と共に、記憶も全て読み込む。悪魔喰いは心中で、喰った人物の生前の思考と、擬似的に会話が可能である。それはネクロマンシーの術と同様のありさまである。
受肉
下級の魔族は、人間の女性との間に子供を作ろうとしたがる。産まれた子供は魔族の遺伝子を持ち、幾世代にも渡って魔族の遺伝子を伝えてゆく。霊のみの存在であった魔族が肉体を得ること（受肉）によって多様な変化が起こり、それが魔族の目的である。その家系は憑きもの筋と呼ばれることもある。
下級の魔族は、受け入れやすい体質の人間と交感し受肉することが容易だが、上級な魔族は、何百年かに一度生まれるような器の人間「悪魔喰い」とでないと受肉が困難である。
神霊眼／エーテルの眼
エーテルで出来ている物を、粘土でも捏ねるように造り変えることの出来る能力。エーテルさえあれば想いのままに物を造り出せる。本質は究極の呼吸法とされる。
人王
代々受け継がれてきた役目。72の英霊を継承し、万能と言われる魔法使い。10個で一組のソロモンの指輪を持ち、指輪のそれぞれに72の英霊が所属している。72の英霊が解放されれば世界が滅亡すると伝えられている。その力の巨大さゆえに現世に干渉しない。人王になる絶対条件は強力な神霊眼を持っていること。

## ドラマCD
少年魔法士 香港ジャック・ザ・リッパー
1998年4月、avex traxより販売。収録時間71分。
1. 香港ジャック・ザ・リッパー
2. 魔法士
3. グィノー家
4. 魔性の獣
5. requiem　歌：すずきまゆみ

少年魔法士 破幻の眼 Vol.1
1999年10月、avex traxより販売。収録時間52分。脚本：中島瑞季、音楽：高野ふじお。
1. 序章
2. 敷島の家
3. 北山の酒盛り
4. 2人の少年
5. それぞれの筋書き
6. うつむく人
7. 蝶 歌：大賀埜々

少年魔法士 破幻の眼 Vol.2
1999年11月、avex traxより販売。収録時間52分。
1. 真夜中のコール
2. 悪魔
3. 光粘土
4. エーテルの眼
5. 妬心の行方
6. 寄り道
7. 蝶 歌：大賀埜々

少年魔法士 破幻の眼 Vol.3
1999年12月、avex traxより販売。収録時間46分。
1. 暗殺者
2. 呪文と呪縛
3. 少年と悪魔
4. NEVER MORE
5. 終章
6. Yakiniku

## 朗読劇
2018年12月24日、浜離宮朝日小ホールで開催の『GFA祭2018』においてGFAによる、朗読劇が行われた。
キャスト
- 敷島勇吹 役 - 倉富尚人
- カルノ・グィノー 役 - 柳沢卓
- 敷島勇歌 役 - 岩崎良祐
- リチャード・ハイマン 役 - 岩崎孝次
- ヒューバート・ハーシー 役 - 服部武雄
- コンビニ木元くん/マレシャル 役 - 塩川渉
- コンビニ社長/敷島建明 役 - 加藤大騎
- アンヌ・ディブラン/敷島母 役 - 安里唯
- ナギ 役 - 塩見奈映